# Grenoble Challenger 2007
Il Grenoble Challenger 2007 è stato un torneo di tennis facente parte della categoria ATP Challenger Series nell'ambito dell'ATP Challenger Series 2007. Il torneo si è giocato a Grenoble in Francia dal 24 al 30 settembre 2007 su campi in cemento indoor.

## Vincitori

### Singolare
Nicolás Lapentti ha battuto in finale  Kristian Pless con il punteggio di 6–3, 7–5

### Doppio
Jasper Smit /  Martijn van Haasteren hanno battuto in finale  Frederik Nielsen /  Martin Pedersen con il punteggio di 6–3, 6–1